# 长沙学院

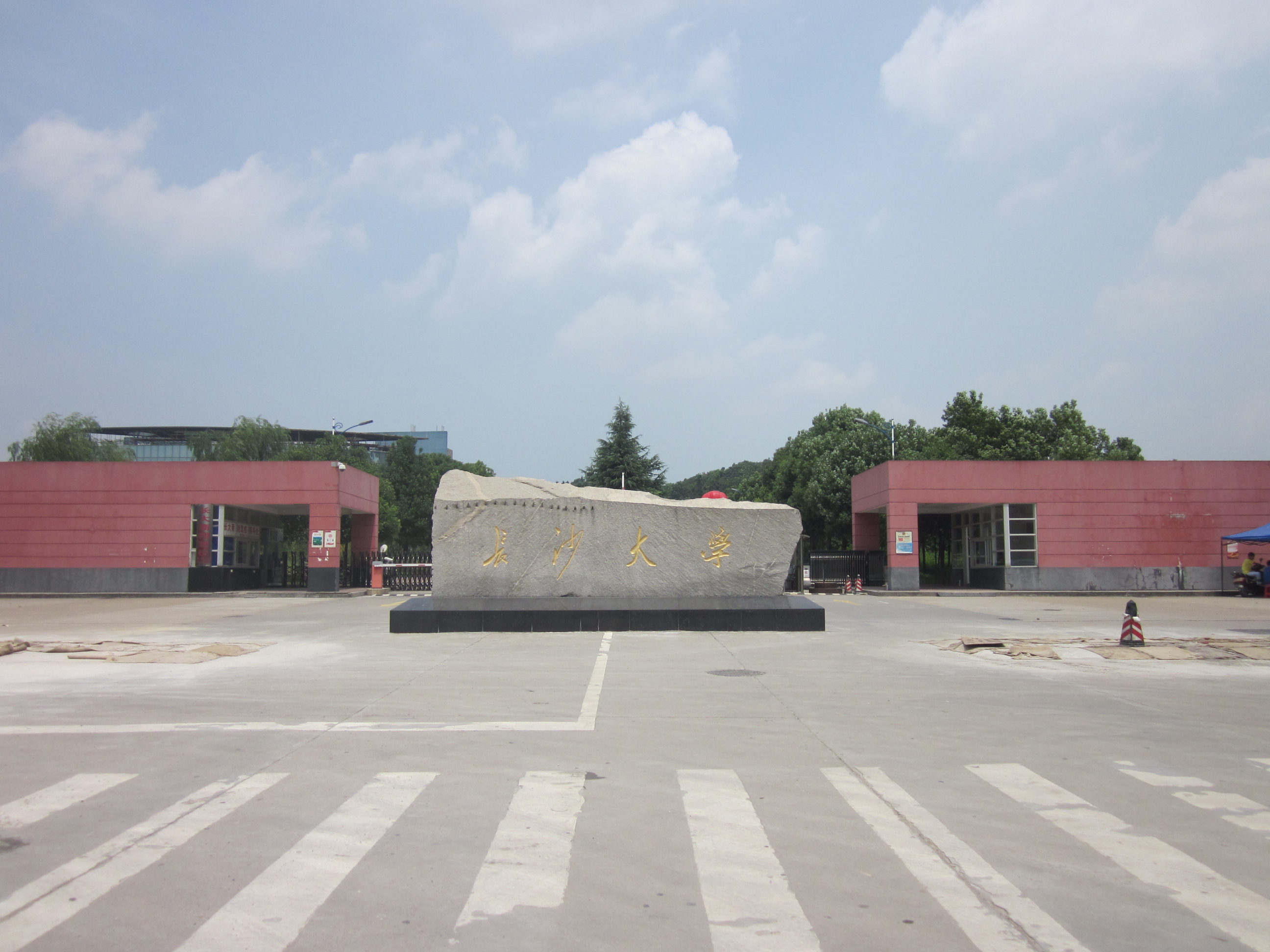
校门

长沙学院是位于湖南省长沙市浏阳河畔的一所普通本科高等学校。2004年5月经教育部批准，在长沙大学（专科）基础上改建升格的普通本科高等学校。学校实行省市共建共管、以长沙市为主管理的体制。

## 学校概况

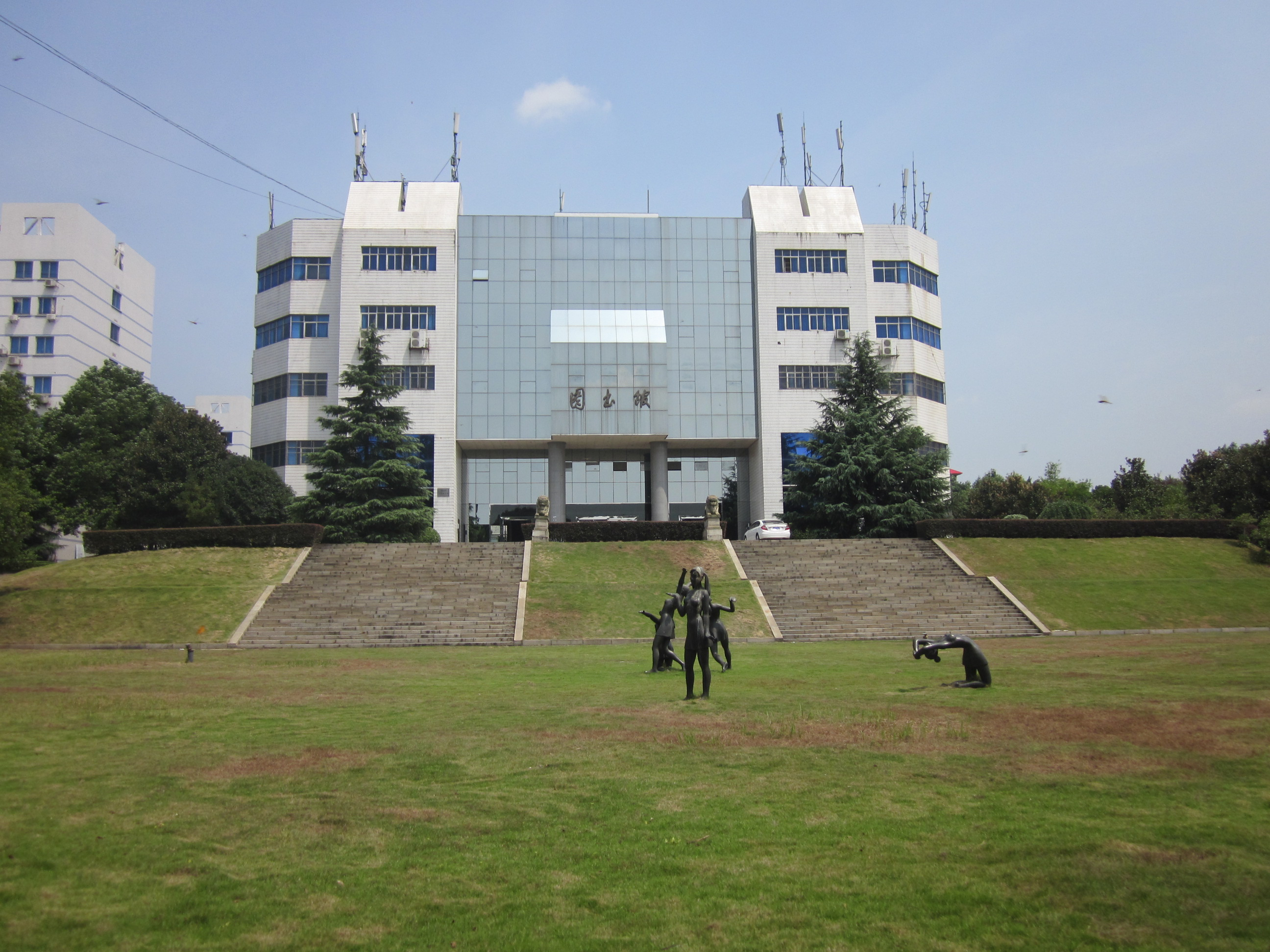
图书馆

长沙学院位于中部历史文化名城湖南省长沙市浏阳河畔，眺巍巍岳麓，依洪山古寺。
校区占地1970余亩，校舍建筑面积约43万平方米，教学科研仪器设备总值约2.56亿元，藏书157.9万册。现有全日制本科生15700余人。
学校现有教职工1190余人，其中具有正高级专业技术职务110余人，具有副高级专业技术职务300余人，具有博士学位教师400余人。
学校先后获得长沙市文明单位、湖南省文明高等学校、湖南省党建工作先进高校、湖南省文明单位、湖南省园林式单位称号。

## 历史沿革[4]

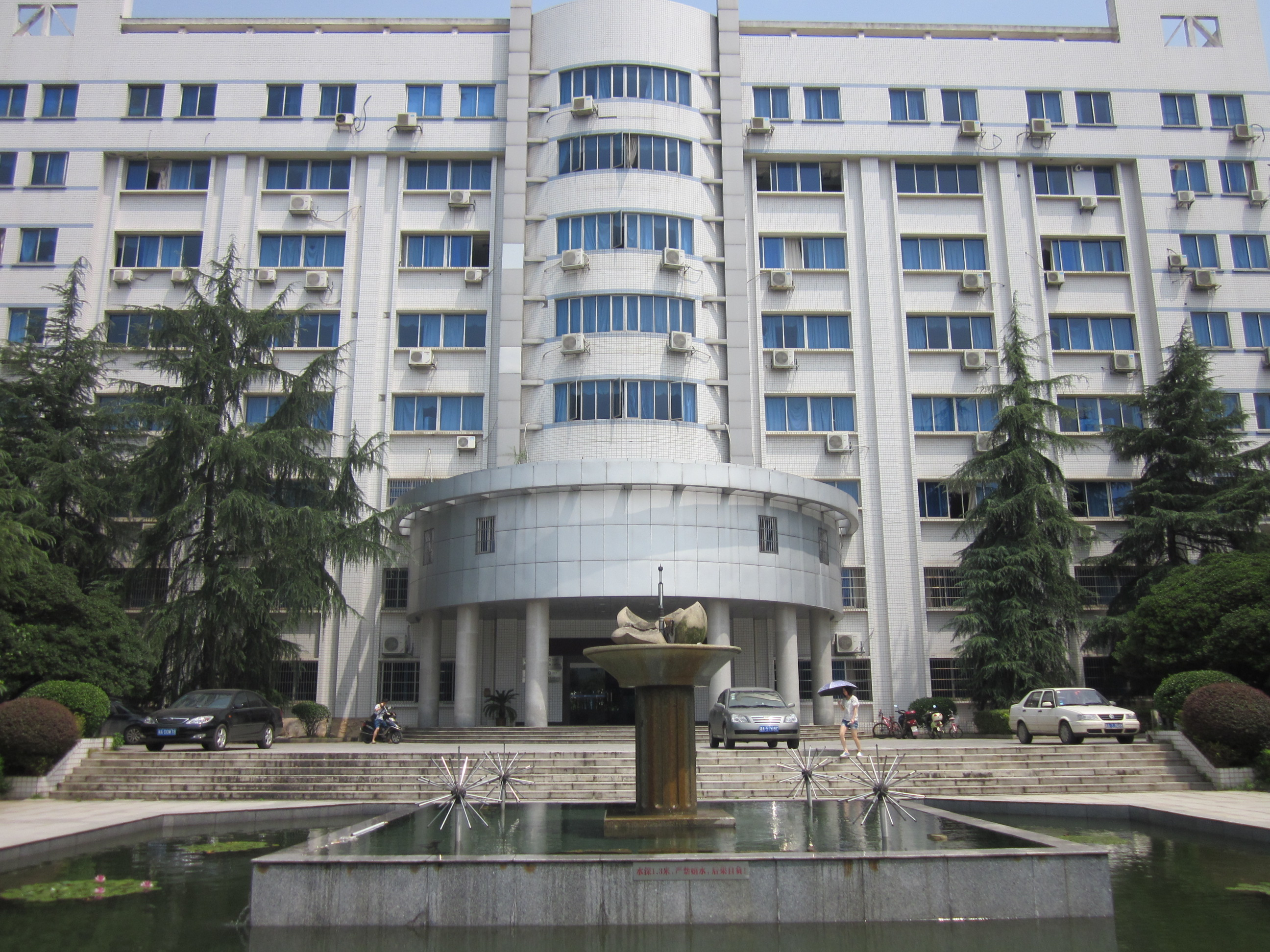
学校建筑

长沙学院创建于1970年，源头可追溯至1970年11月的长沙市革委会师训班、1978年7月的长沙基础大学、1983年5月的长沙大学。2004年由原长沙大学（专科）升格为全日制公办本科院校。

### 湘江师范
1970年11月，长沙市教育局为解决普及中小学教育所急需的师资，从市属十所中学选拔高中毕业学生进行短期培训，最初定名为长沙市革命委员会教师培训班（简称师训班）。第一期师训班设在长沙县长桥即长沙市一中分校（现为长沙县一中），共选拔530名学生，分为政治、数学、军体、音乐、外语六个专业，进行了近三个月培训，于1971年2月结业分配到全市中小学各校，补充教师队伍。第二期、第三期、第四期校址设在长沙清水塘长沙市一中原初中部（现为长沙市一中教工生活小区）。
1972年9月，长沙市革委会决定将师训班迁到本市南门外省粮食干校（现为湖南经济贸易职业学院），同时，正式定名为长沙市师范学校。1974年1月，由于省粮干校急需用房，市革委会决定将市郊雨花亭银行干校（现为湖南大众传媒职业技术学院雨花校区）部分校舍拨给长沙市师范学校，与市委党校一同搬出省粮干校旧址。
1974年8月3日，市革委会《关于更改长沙市师范学校校名和增办市二十五中的批复》决定，因省教育厅决定恢复长沙师范学校，长沙市举办的长沙市师范学校改名为长沙市湘江师范学校，校址定在南郊雨花亭原银行干校校址。
1975年2月7日，市革委会决定长沙市湘江师范学校由雨花亭迁往长沙县高塘岭市二十五中校址，即原长沙市四中分校校址（现属望城县）。
1978年，中央批准恢复望城县，因湘师迁高塘岭所住的校舍，原是望城县县委所在地，湘师面临再次搬迁。1978年3月，湘江师范临时搬到坪塘市十五中学分校（现为长沙市岳麓实验中学）过渡。1981年4月25日，省教育厅同意确定湘江师范学校于市北郊洪山庙办学。
1981年11月，湘江师范学校搬到长沙市北郊洪山庙新校址，至此，结束了学校历时十年搬迁七次的历史。1988年11月3日，长沙市编制委员会同意湘江师范下设特殊教育师范部，面向省内各地区招收应届初中毕业生，作为特殊教育教师培养。
1994年8月，省人民政府决定将长沙市湘江师范学校并入长沙职业技术师范专科学校。湘江师范并入职业技术师专后，特殊教育师范部转至浏阳师范举办。

### 长沙职业技术师专

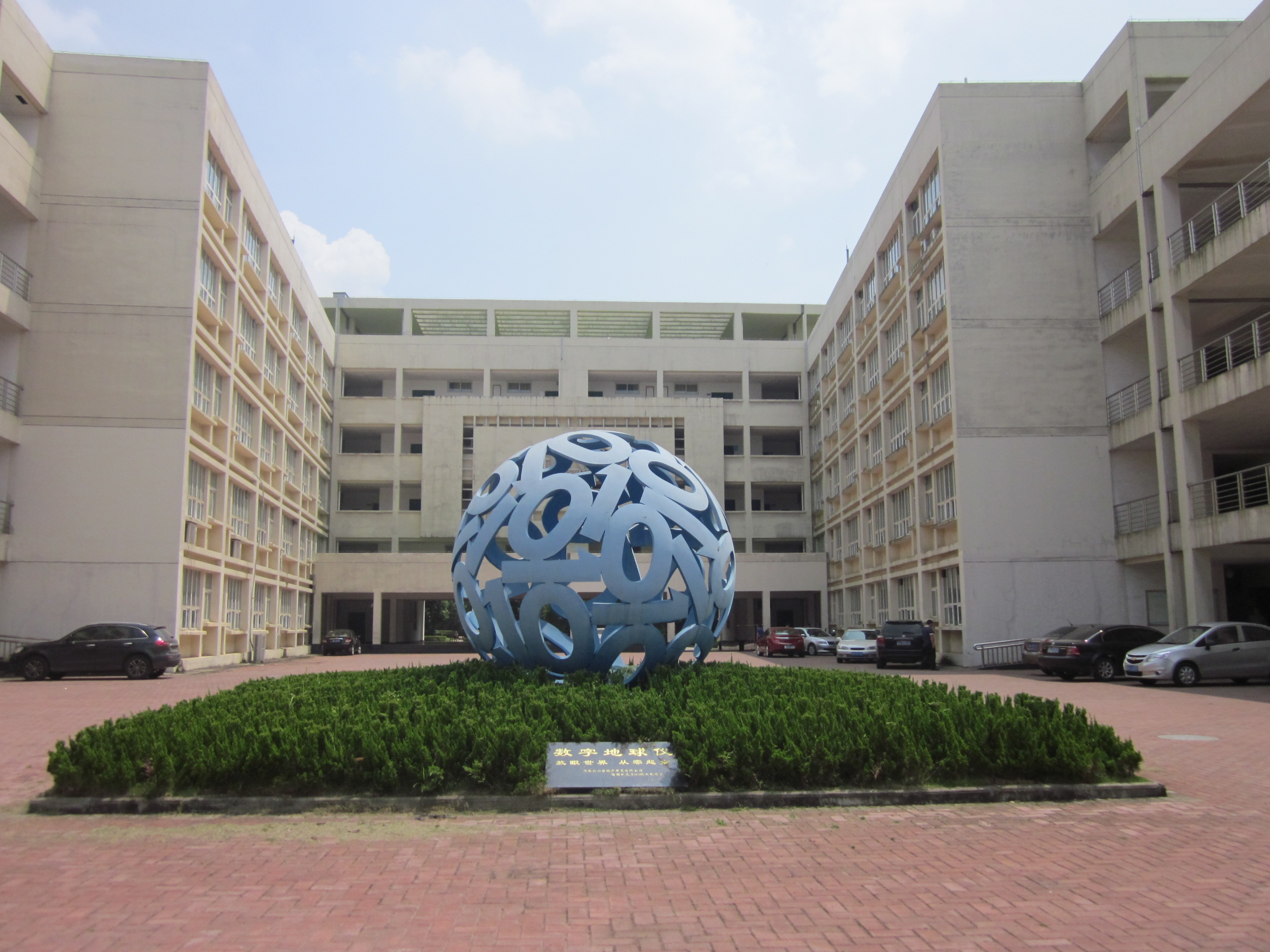
学校建筑

1978年7月，长沙市决定开办湘江师范大专班，首批面向长沙地区招收物理、化学、英语师范生，学校借用长沙市少年之家（现为长沙市少年宫）作为临时校址。
1979年1月11日，根据长沙市革命委员会批准成立长沙基础大学筹建处。筹建办设在湘江师范大专班的临时校址内。1979年2月7日，湖南省革命委员会批准建立湖南省长沙基础大学，由长沙市领导。学校首批招收电子、机械类专业学生。
1980年4月1日，经湖南省革命委员会批准长沙基础大学新校址建于长沙市北郊洪山庙，征用土地78亩。1981年底，长沙基础大学新校舍建成。学校地址定为长沙市洪山庙21号。
湘江师范大专班与长沙基础大学办学初期系两块校名，一套班子管理学校。主要招收走读学生，学生在租用的长沙市内几所小学教室上课。1980年开始增设工业与民用建筑、企业管理专业，1983年增设中文教育和数学教育等专业。
1982年初，湘江师范大专班与长沙基础大学职工和学生迁入洪山庙新校址，3月1日学生开始在新校址上课。1983年，学校首建学生宿舍，从此结束了长沙基础大学学生走读的状况。
1986年8月，为适应湖南省中等职业教育发展的需要，省、市教育主管部门协商确定并报请国家教委批准，将长沙基础大学更名为长沙职业技术师范专科学校。学校更名后仍属专科层次，实行省、市共管，以市为主的管理体制，学制三年。普通师范专业与工科专业并存，以普通师范专业为主，主要面向长沙地区招生分配。办学经费是湖南省按学生人数拨给，长沙市负责基本建设费、设施配套费和通用设施费。
1987年3月，长沙基础大学经国家教委更名为长沙职业技术师范专科学校。1994年8月，长沙市湘江师范并入长沙职业技术师范专科学校。1996年4月，长沙职业技术师范专科学校与长沙大学合并。

### 长沙大学
1983年5月4日，长沙大学创办。长沙大学为湖南省第一所职业大学，是由教育部接受世界银行贷款，在全国首批建立的17所短期职业大学之一。学校经省人民政府批准，国家教委备案，依靠地方投资，由长沙市人民政府举办。定址北区熙宁街39号（原长沙市第九中学校址）。
学校设有人文、外语、财经、艺术设计工程，机电工程等5个系，中文秘书、工业与民用建筑、纺织、计算机应用等15个专业。学校在省内高等院校、科研单位聘请教授、讲师、工程师等兼职教师授课。各专业面向长沙市、郊招生并实行走读。主要从参加高等学校统一招生考试，达到大专录取分数的考生中择优录取，学制3年。学生每期交纳少量学费，书籍、伙食、医疗、住宿、交通等费用自理。品学兼优的学生可享受学校奖学金。学生毕业后国家承认其大专学历，学校向用人单位推荐，经用人单位同意接收，由省教委统一派遣，享受大专毕业生待遇。
1983年9月18日，长沙大学正式开学。1993年5月4日，长沙大学举行建校十周年庆典。1995年6月13日，长沙市人民政府呈请湖南省人民政府要求将长沙职业技术师范专科学校成建制并入长沙大学。

### 三校合并
1996年4月23日国家教委在全国高等教育学校设置评议委员会评议的基础上，将长沙职业技术师范专科学校并入长沙大学，组成新的长沙大学。学校实行长沙市人民政府和湖南省教育委员会双重领导，以长沙市人民政府领导为主的管理体制。新长沙大学本部校址定洪山庙21号，原长沙大学熙宁街校址为南院。
1996年9月25日，合并后的长沙大学举行挂牌庆典。2000年4月10日，省教育委员会批复同意长沙大学当年与湖南师范大学合作举办“专本沟通”教育，首批共有数学与应用数学、计算机科学与技术2个专业。至2007年最后一届专本沟通学生毕业，共培养四届专本沟通学生1500余名。
2002年9月，湖南省人民政府致函国家教育部要求将长沙大学改版升格为本科学校。2002年和2003年，市政府先后两次划拨学校用地1624亩，学校占地面积达到2130亩。2004年5月19日，教育部同意在长沙大学（专科）基础上建立长沙学院。学校实行省市共建共管、以长沙市为主管理的体制。2004年9月，首批8个本科专业本科生1008人入校。2005年，学校开始面向全国招生。

### 更名事宜
2022年，长沙市教育局印发《关于贯彻落实强省会战略推动教育高质量发展的实施方案》，其中提到推动长沙学院重新更名为长沙大学，提升高等教育办学层次和高层次人才培养规模。

## 院系设置
学校现有16个教学系（院、部），35个本科专业，基本形成了适应区域经济社会发展需要，以工学为主体，文学、管理学为两翼，理、工、文、管、法、艺多学科协调发展的学科专业布局。
- 土木工程学院
- 机电工程学院
- 计算机科学与工程学院
- 数学学院
- 电子信息与电气工程学院
- 生物与化学工程学院
- 材料与环境工程学院
- 法学院
- 马栏山新媒体学院
- 外国语学院
- 经济与管理学院
- 艺术设计学院
- 音乐学院
- 研究生学院
- 马克思主义学院
- 体育学院

另有继续教育学院、乡村振兴研究院、环境与能源光催化协同创新中心、图书馆、网络与现代教育技术中心、《长沙大学学报》编辑部、附属中学等。

## 校区分布
学校现有洪山校区（校本部）和南校区两个校区，总占地面积二千多亩，其中校本部占地约1998亩。洪山校区（校本部）主要负责普通高等教育学生教学和生活，位于湖南省长沙市开福区洪山路98号。南校区为继续教育学院所在，位于湖南省长沙市开福区湘雅路熙宁街69号。

## 对外合作
学校先后与美国阿肯色州立大学等34所国外大学和教育机构签订合作交流协议，实施学生互派等形式的合作教育。学校与湖南大学开展全面战略合作，与长沙经济技术开发区、长沙高新技术产业开发区、浏阳生物产业基地等国家级园区开展产学研战略合作，与三一重工、中联重科等企业开展专业共建、合作办班。

## 高校排名
校友会2023中国大学排名中，长沙学院位列全国第317名，全国综合类大学排名第92名，湖南省大学排名第14名。 2023年软科中国大学排名中，长沙大学位列全国第328名，湖南省大学第15名。

## 争议事件
2005年5月，时任长沙大学政法系副教授夏湘远《“自然之德”抑或“人为之德”——休谟正义论的德性解读》发表在《长沙大学学报》上，涉嫌抄袭武汉大学哲学学院2004届硕士毕业生杨伟清的硕士毕业论文《休谟正义理论研究》。